# Emanuel Swedenborg
Emanuel Svedberg, anomenat Emanuel Swedenborg, (29 de gener de 1688, Estocolm - 29 de març de 1772, Londres) va ser un científic, teòleg i filòsof suec del segle xvii, que havia establert la seva residència a Londres.
A la primera part de la seva vida, Swedenborg va ser un científic i un inventor prolífic. A l'edat de cinquanta-sis anys, va declarar haver entrat en una fase espiritual de la seva vida i va dir llavors que tenia somnis i visions místiques en els quals discutia amb àngels i esperits, fins i tot amb Déu i Jesús de Natzaret, i visitava el Paradís i l'Infern.
L'any 1924 es va posar de nom swedenborgita a un mineral de la classe dels òxids en honor seu.

## Biografia

### Joventut
Emanuel Swedenborg va néixer el 29 de gener de 1688 a Estocolm. El seu pare, Jesper Svedberg, era un pastor luterà d'origen modest que es va fer professor de teologia a la universitat d'Uppsala i bisbe de Skara gràcies al suport de Carles XI. Va transmetre sobretot al seu fill el seu interès per a les tesis pietistes i la seva creença en la presència d'àngels i esperits a la Terra.
Emanuel va estudiar a la universitat d'Uppsala. I al final dels seus estudis, el 1710, va viatjar per Europa i es va instal·lar a Londres durant quatre anys. Hi va estudiar física, mecànica i filosofia. Es va interessar també per la poesia (lectura i escriptura). Va ser organista i va tocar sovint a la catedral d'Uppsala. És en aquesta època quan el seu gust per la vida científica es va desenvolupar.

### Període científic

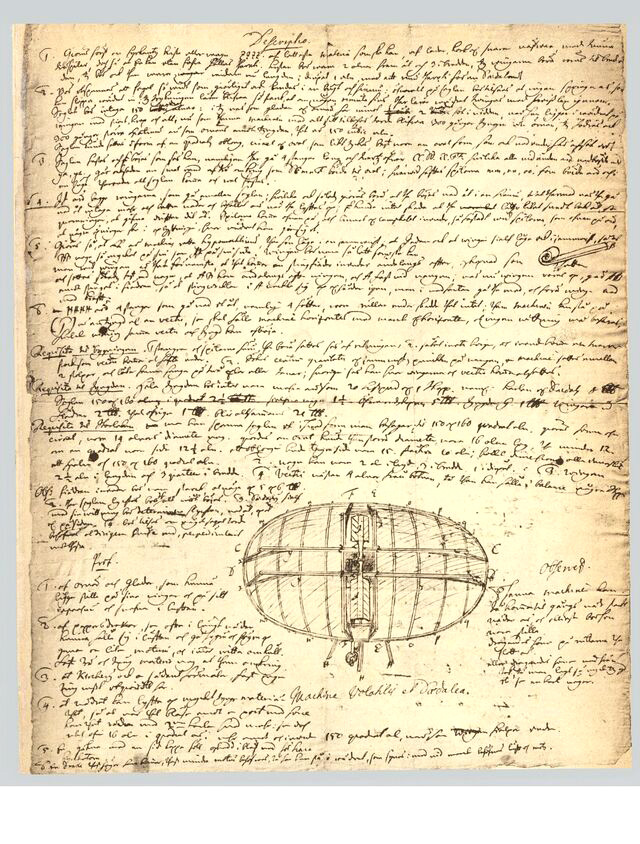
Màquina voladora

De tornada a Suècia el 1715, es va dedicar a les ciències naturals i a la invenció durant una vintena d'anys. De 1715 a 1716 va crear, amb el seu amic Polhem, el primer diari científic suec titulat The Daedalus Hyperboreus publicat en deu volums, on es mencionen les invencions mecàniques del filòsof.
Van fer els plans d'un avió, d'un submarí, va inventar un sistema decimal monetari, utilitzable per a l'estudi de la cristal·lografia. Va utilitzar un nou mètode per calcular, a partir d'un punt marítim o terrestre, i determinar la longitud, a partir d'un punt marítim o terrestre, seguint l'observació de les fases lunars. Va introduir a Suècia el càlcul infinitesimal. Al tom I del seu Opera philosophica i mineralis (1734) va ser el primer a emetre la hipòtesi de la formació del sistema solar, descrivint la naturalesa de la via Làctia, avançant-se a les de Buffon i de Laplace. Va elaborar una teoria moderna de l'àtom, una teoria vibratòria de la llum, una teoria cinètica de la calor, es va interessar pel magnetisme abans de Michael Faraday.

### Estudis anatòmics
A partir dels anys 1730, Swedenborg es va interessar cada vegada més per les qüestions espirituals. Intentava descobrir una teoria explicant les relacions entre la matèria i l'esperit i per això es va interessar per l'anatomia.
Va descobrir la funció de les glàndules endocrines, el funcionament del cervell i del cerebel. Va produir igualment un estudi avançat en la circulació de la sang i en la relació del cor i dels pulmons (Œconomia regni animalis).

### Període místic
A l'edat de 56 anys, va abandonar les seves investigacions científiques per dedicar-se completament a la investigació teològica, psicològica i filosòfica amb l'objectiu de fer descobrir als homes una espiritualitat racional basada en visions de l'inframon. El 1743 va tenir la seva primera experiència mística. En va parlar obertament en una carta al seu amic, el Dr. Hartley :
| « | He estat cridat a una funció consagrada pel mateix Senyor, que s'ha manifestat en persona davant meu, el seu servidor. Llavors m'ha obert la vista perquè vegi el món espiritual. M'ha reconciliat parlar amb els esperits i els àngels. | » |

Va morir el 1772 després d'haver escrit més d'un centenar d'obres sobre tots els assumptes enumerats.
La seva investigació insaciable sobre l'ànima el va conduir a conèixer les celebritats científiques de l'època : Isaac Newton, Leibniz, membres de la Royal Society, universitaris d'Oxford i de Cambridge. Es fa vegetarià, i viatja per Europa, patrocinat pel rei Carles XII i el duc de Brunswick, per tal d'estudiar, escriure i imprimir els fruits de les seves investigacions. Va exercitar sobre ells, així com sobre Poltrona, una de certa influència. Després de la seva mort, el seu pensament va inspirar diverses esferes d'influència religioses o maçòniques.

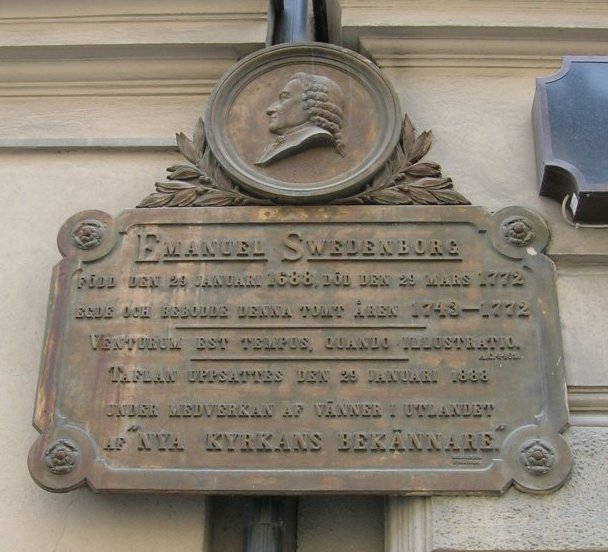
Placa a la memòria d'Emanuel Swedenborg a la seva casa natal a Estocolm.

## La visió de Kant

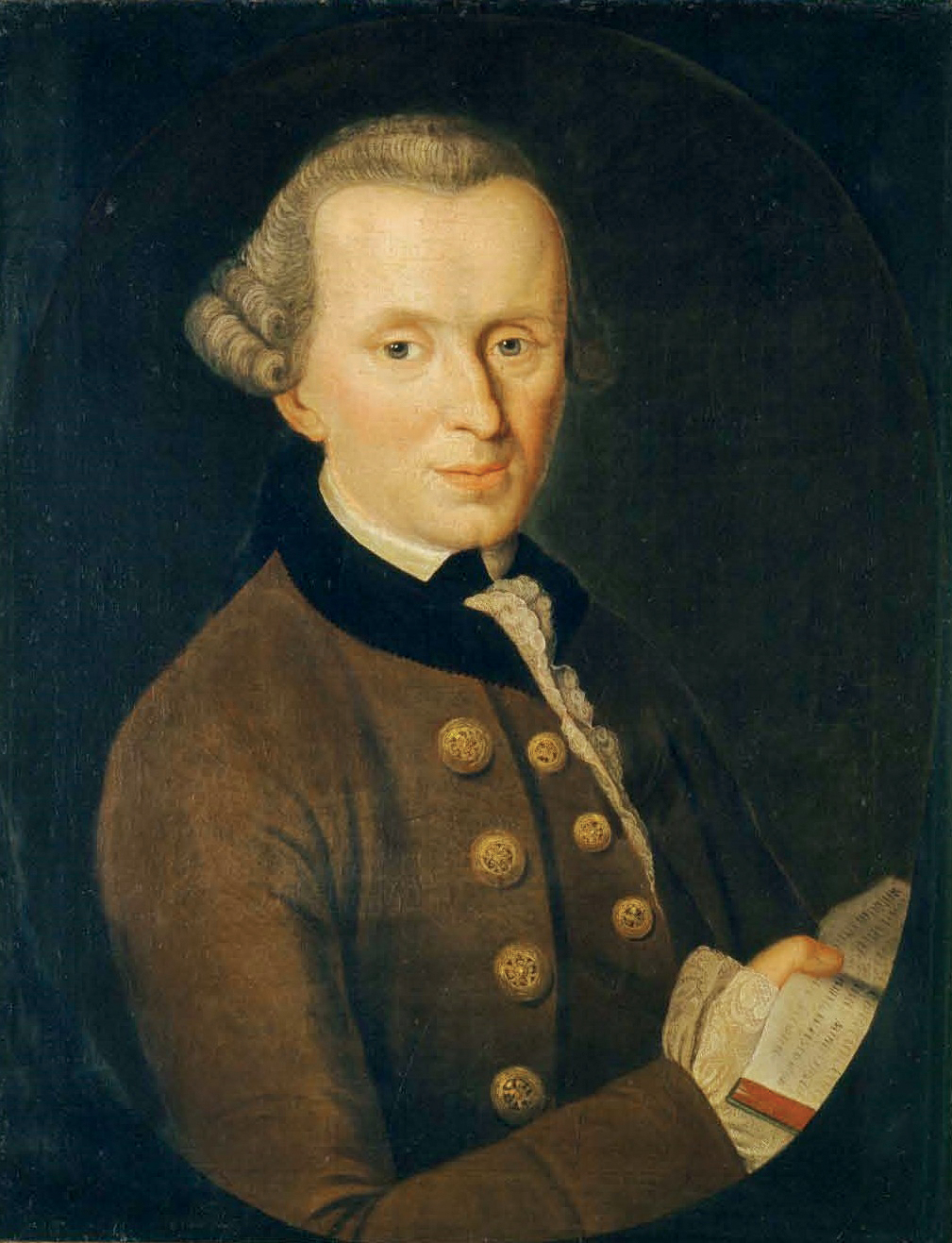
Immanuel Kant va escriure Somnis d'un esperit vident, una investigació metòdica de les afirmacions de Swedenborg.

El 1763, Immanuel Kant, aleshores al començament de la seva carrera, va quedar impressionat pels relats de les habilitats psíquiques de Swedenborg i va fer preguntes per esbrinar si eren certes. També va encarregar els vuit volums del car Arcana Cœlestia (Arcans celestials o Misteris celestials). Charlotte von Knobloch va escriure a Kant preguntant-li la seva opinió sobre les experiències psíquiques de Swedenborg. Aquesta carta es tracta més a fons a Kant's Early Metaphysics d'A. Laywine, North American Kant Society Studies in Philosophy, volum 3 (Atascadero, Califòrnia: Ridgeview Publishing Company, 1993), pàgines 72–74. Kant va escriure una resposta molt positiva, referint-se al do miraculós de Swedenborg, i caracteritzant-lo com raonable, agradable, notable i sincer i un erudit, en una de les seves cartes a Moisès Mendelssohn i lamentant-se que ell (Kant) no hagués conegut mai Swedenborg. Joseph Green, el seu amic anglès, que va investigar l'assumpte per a Kant, fins i tot visitant la casa de Swedenborg, va trobar que Swedenborg era un home sensible, agradable i de cor obert i aquí de nou, un erudit.
No obstant això, tres anys més tard, el 1766, Kant va escriure i publicar de manera anònima un petit llibre titulat Träume eines Geistersehers ('Somnis d'un vident fantasma') que era una crítica mordaç de Swedenborg i els seus escrits. Va anomenar Swedenborg un caçador d'espectres sense càrrec ni ocupació oficial. Com a justificació de la seva crítica, Kant va dir que volia aturar els qüestionaments incessants i les consultes sobre els somnis de persones inquisitives, tant conegudes com desconegudes. L'amic de Kant, Moses Mendelssohn, va pensar que hi havia una broma pensativa a Somnis que de vegades deixava al lector en dubte sobre si els somnis havien de fer riure la metafísica o la recerca d'esperits creïble. En una de les seves cartes a Mendelssohn, Kant es refereix als somnis amb menys entusiasme com a petit assaig desconcertant.

## Teologia

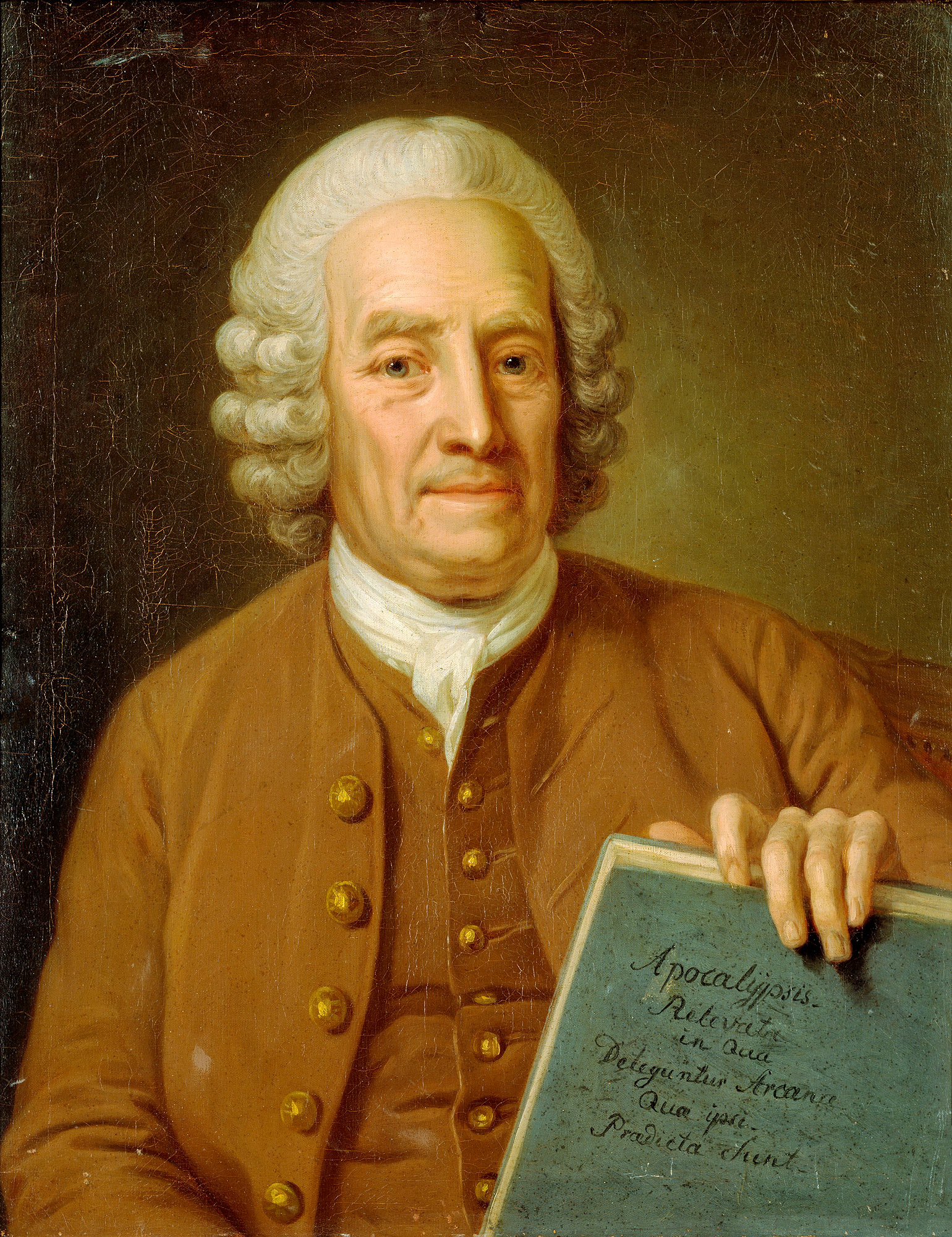
Swedenborg als 75 anys, sostenint el manuscrit que es publicarà aviat de l'Apocalipsi revelat (1766)

Swedenborg va afirmar a La Doctrina Celestial que se li van revelar els ensenyaments de la segona vinguda de Jesucrist.
Swedenborg considerava la seva teologia una revelació de la veritable religió cristiana que s'havia ofuscat a través de segles de teologia. Tanmateix, no es referia als seus escrits com a teologia, ja que els considerava basats en experiències reals, a diferència de la teologia, excepte en el títol de la seva darrera obra. Tampoc volia comparar-la amb la filosofia, una disciplina que va descartar el 1748 perquè, segons ell, enfosquia la ment, ens encega i rebutja totalment la fe.
Els fonaments de la teologia de Swedenborg es van establir a Arcana Cœlestia ('Misteris celestials'), publicat en vuit volums en llatí entre 1749 i 1756. En una part significativa d'aquesta obra, interpreta els passatges bíblics del Gènesi i l'Èxode. Revisa el que diu que és el sentit espiritual interior d'aquestes dues obres de la Paraula de Déu.(Més tard va fer una revisió semblant del sentit interior del llibre de l'Apocalipsi a Apocalipsi revelat.) Sobretot, estava convençut que la Bíblia descriu la transformació d'un ésser humà, d'un ésser materialista a un ésser espiritual, que ell anomena renaixement o regeneració. Comença aquest treball explicant com el mite de la creació no era un relat de la creació de la Terra, sinó un relat del renaixement o regeneració de l'home en sis passos representats pels sis dies de la creació. Tot allò relacionat amb la humanitat a la Bíblia també podria estar relacionat amb Jesucrist, i com Crist es va alliberar dels límits materialistes mitjançant la glorificació de la seva presència humana fent-la divina. Swedenborg examina aquesta idea en la seva exposició del Gènesi i l'Èxode.

### Matrimoni
Un aspecte sovint discutit de l'escriptura de Swedenborg és les seves idees sobre el matrimoni. El mateix Swedenborg va romandre solter durant tota la seva vida, però això no li va impedir escriure amb volum sobre el tema. El seu treball sobre l'amor matrimonial (Amor conjugal en traduccions més antigues) (1768) va ser dedicat a aquest propòsit.
Una qüestió central pel que fa al matrimoni és si s'atura a la mort o continua al cel. La pregunta sorgeix a causa d'una declaració atribuïda a Jesús que no hi ha matrimoni al cel (Lluc 20:27–38, Mateu 22:23–32 i Marc 12:18–27). Swedenborg va escriure El Senyor Déu Jesucrist sobre el matrimoni al cel com a anàlisi detallada del que volia dir.
La qualitat de la relació entre marit i dona es reprèn en el món espiritual en qualsevol estat en què es trobés a la seva mort en aquest món. Així, una parella en veritable amor matrimonial roman junts en aquest estat al cel fins a l'eternitat. Una parella que no tingui aquest amor per part d'una o ambdues parelles, però, se separarà després de la mort i a cadascú se li donarà una nova parella compatible si ho desitja. També es dona una parella a una persona que estimava l'ideal del matrimoni, però que mai va trobar una parella real en aquest món. L'excepció en ambdós casos és una persona que odia el matrimoni cast i, per tant, no pot rebre aquesta parella.
Swedenborg va veure la creació com una sèrie d'aparellaments, descendents de l'amor i la saviesa divins que defineixen Déu i són la base de la creació. Aquesta dualitat es pot veure en la parella del bé i la veritat, caritat i fe, Déu i l'església, i marit i dona. En cada cas, l'objectiu d'aquestes parelles és aconseguir la conjunció entre les dues parts components. En el cas del matrimoni, l'objectiu és aconseguir la unió de les dues parelles a nivell espiritual i físic, i la felicitat que se'n deriva.

### Trinitat
Swedenborg va rebutjar l'explicació comuna de la Trinitat com a Trinitat de persones, que segons ell no s'ensenyava a l'església primitiva cristiana. No hi havia, per exemple, cap menció en els escrits apostòlics de cap fill des de l'eternitat. En canvi, va explicar en els seus escrits teològics com la Divina Trinitat existeix en una sola persona, en un sol Déu, el Senyor Jesucrist, que segons ell s'ensenya a Colossencs 2:9. Segons La Doctrina Celestial, Jesús, el Fill de Déu, va venir al món a causa de la propagació del mal aquí.
Swedenborg va parlar en pràcticament totes les seves obres en contra del que considerava l'incomprensible concepte de Trinitat de persones. Va dir que la gent d'altres religions s'oposava al cristianisme a causa de la seva doctrina de la Trinitat de persones. Va considerar que la separació de la Trinitat en tres Persones separades s'havia originat amb el Primer Concili de Nicea i el Credo Atanasià.

### Sola Fide (només la Fe)
La Doctrina Celestial rebutja el concepte de salvació només per la fe (llatí: sola fide), ja que considerava tant la fe com la caritat necessàries per a la salvació, no l'una sense l'altra, mentre que els reformadors ensenyaven que només la fe procurava la justificació, encara que havia de ser una fe que tingués com a resultat l'obediència. El propòsit de la fe, segons La Doctrina Celestial, és conduir una persona a una vida segons les veritats de la fe, que és la caritat, tal com s'ensenya a 1 Corintis 13:13 i Jaume 2:20.
En altres paraules, Swedenborg va parlar amb contundència contra la doctrina sola fide de Luter i altres. Va sostenir que la justificació davant Déu no es basava únicament en alguna justícia imputada davant Déu, i no es podia aconseguir només amb un do de la gràcia de Déu (llatí: sola gratia), concedit sense cap base en el comportament real d'una persona a la vida. Sola fide va ser una doctrina afirmada per Martí Luter, Jean Cauvin, Huldrych Zwingli i altres durant la Reforma protestant, i va ser una creença bàsica especialment en la teologia dels reformadors luterans Martí Luter i Philipp Melanchthon.
Tot i que la doctrina sola fide dels reformadors també va emfatitzar que la fe salvadora era aquella que realitzava obres (només per la fe, però no per la fe només), Swedenborg va protestar contra la sola fide que era l'instrument de justificació i va sostenir que la salvació només és possible mitjançant la conjunció de la fe i la caritat en una persona, i que la finalitat de la fe és conduir una persona a viure segons les veritats de la fe, que és la caritat. A més, afirma que la fe i la caritat s'han d'exercir fent el bé per voler el bé sempre que sigui possible, que són bones obres o bons usos o la conjunció pereix. En una secció va escriure:
| «                                             | És molt evident a partir de les seves Epístoles que mai no va entrar a la ment de cap dels apòstols que l'església d'avui dia separaria la fe de la caritat ensenyant que només la fe justifica i salva sense les obres de la Llei, i aquesta caritat, per tant, no es pot unir a la fe, ja que la fe prové de Déu, i la caritat, en la mesura que s'expressa en les obres, és de l'home. Però aquesta separació i divisió es van introduir a l'església cristiana quan va dividir Déu en tres persones i es va atribuir a cada divinitat igual. | » |
| — La veritable religió cristiana, secció 355. | |   |

## Obres principals
El Cel i l'InfernSwedenborg ensenya en aquest llibre que el cel i l'infern són en principi estats de l'ànima que esdevenen llocs. Després la mort del cos físic, l'individu passa un temps intermediari al món dels esperits, on escollirà lliurement, llavors, d'anar o bé al cel, o a l'infern, precisant que ni un ni l'altre s'ha de considerar com una recompensa o un càstig.
L'amor verdaderament conjugalDescripció de la naturalesa celestial de la complementarietat entre marit i dona. Els esposos formen junts un «Àngel» i viuen eternament units l'un a l'altre després de la mort en una joventut perpètua. Descripció de la naturalesa d'aquest amor.
El cavall blanc (Apocalipsi, capítol 19)Lectura de la Bíblia segons el sentit al·legòric, amb desxiframent metòdic dels símbols. Petit diccionari explicant la terminologia utilitzada.
La saviesa dels àngelsPresenta cinc aspectes de la visió de l'existència : La naturalesa de Déu; la naturalesa del món espiritual. La naturalesa de l'home; la doctrina dels graus; la creació de l'univers.
La Divina providènciaNaturalesa de la relació entre Déu i l'ésser humà. Descripció de les lleis espirituals que regeixen l'univers : el Karma, causa de les malalties i de les guerres i del sofriment en general, regeneració de l'individu.
Les quatre doctrinesExegesi bíblica sobre les naturaleses de : La vida, les Santes Escriptures, la Fe, Jesucrist.
La nova Jerusalem i la seva doctrina celestialResum de les doctrines i dels elements de la teologia de Swedenborg.
Arcans celestials (16 volums)
Exegesi de la gènesi i de l'èxode bíblics, amb referències a tot l'antic i el nou testament sobre tres plans : històric, psicològic i sagrat. Desenvolupament de la regeneració de l'ésser humà en paral·lel amb la glorificació de Jesucrist. Estats de l'ànima i temptacions de l'individu Jesucrist, que n'és l'arquetipus.
- Tractat de les representacions i de les correspondències

Índex dels símbols del cos espiritual al cos humà, ensenyant que cada part física té la seva contrapartida en l'aspecte subtil de l'ànima, i que existeix una relació de causa a efecte entre l'estat del mental i el del cos.
- De la caritat

Naturalesa del verdader amor envers altri, envers la societat i envers Déu. Explicació dels deu manaments.
- La verdadera Religió Cristiana (en 2 volums)

Última obra de Swedenborg, descansa en la naturalesa del Cristianisme Espiritual. Comparació dels diferents dogmes cristians amb el que ensenya la Bíblia en el seu sentit al·legòric.
- Significació del Bateig, del Sant Sopar, de la Trinitat, del Decàleg, de la Vida eterna, de la Salvació, de la Tornada del Crist, de la degeneració de la humanitat i de la seva regeneració, de l'Home còsmic.